# Nodosaurus
Nodosaurus („hrbolatý ještěr“, pro své obrnění) byl rod "obrněného" ankylosaura, patřícího do čeledi Nodosauridae. Žil před asi 100 až 93 miliony lety na území západu Severní Ameriky. Jeho fosilie byly objeveny v sedimentech souvrství Frontier.

## Popis
Na délku měřil tento nodosaurid zhruba 6 metrů a dosahoval hmotnosti až kolem 3500 kilogramů.
Nodosaurus byl vybaven tělním pancířem ze zkostnatělých hřbetních destiček (osteodermů). Měl relativně krátký krk, malou širokou tlamu a čtyři silné, krátké nohy. Zuby měl malé, snad jedl jen měkké rostliny. Zřejmě také polykal gastrolity, na lepší rozdrcení potravy v žaludku, ale není to jisté. Ovšem jeho fosilních pozůstatků se mnoho nenašlo. Formálně jej popsal v roce 1889 americký paleontolog Othniel Charles Marsh.